# Elecciones regionales de Huancavelica de 2006
Las elecciones regionales de Huancavelica de 2006 se llevaron a cabo el 19 de noviembre de 2006 para elegir al presidente regional, al vicepresidente regional y al Consejo Regional para el periodo 2007-2010. La elección se celebró simultáneamente con elecciones regionales y municipales (provinciales y distritales) en todo el Perú.
Como resultado de esta elección, Federico Salas-Guevara Schultz, candidato del Proyecto Integración de Comunidades Organizadas, obtuvo el 26.60% de votos válidos y resultó electo como presidente regional de Huancavelica.

## Sistema electoral
El Gobierno Regional de Huancavelica es el órgano administrativo y de gobierno del departamento de Huancavelica. Está compuesto por el presidente regional, el vicepresidente regional y el Consejo Regional.
La votación del presidente, vicepresidente y consejo regional se realiza en base al sufragio universal, que comprende a todos los ciudadanos nacionales mayores de dieciocho años, empadronados y residentes en el departamento de Huancavelica y en pleno goce de sus derechos políticos.
El Consejo Regional de Huancavelica está compuesto por 7 consejeros elegidos por sufragio directo para un período de cuatro (4) años, en forma conjunta con la elección del presidente regional. La votación es por lista cerrada y bloqueada. Se asigna a la lista ganadora los escaños según el método d'Hondt o la mitad más uno, lo que más le favorezca.

## Composición del Consejo Regional de Huancavelica
La siguiente tabla muestra la composición del Consejo Regional de Huancavelica antes de las elecciones.
| Partidos | Partidos                                               | Consejeros |
| -------- | ------------------------------------------------------ | ---------- |
|          | Movimiento Independiente de Campesinos y Profesionales | 5          |
|          | Renacimiento Andino                                    | 1          |
|          | Movimiento Independiente Regional INTI                 | 1          |

## Partidos y candidatos
A continuación se muestra una lista de los principales partidos y alianzas electorales que participaron en las elecciones:
| Candidatura | Candidatura | Partidos y alianzas                                                                  | Candidato | Candidato                      | Ideología                                      | Resultado previo | Resultado previo | Ref.  |
| Candidatura | Candidatura | Partidos y alianzas                                                                  | Candidato | Candidato                      | Ideología                                      | Votos (%)        | Con.             | Ref.  |
| ----------- | ----------- | ------------------------------------------------------------------------------------ | --------- | ------------------------------ | ---------------------------------------------- | ---------------- | ---------------- | ----- |
|             | RA          | Lista - Renacimiento Andino (RA)                                                     |           | Ciro Gálvez Herrera            | Indigenismo Plurinacionalismo Socialdemocracia | 17.84%           | 1                | [ 3 ] |
|             | AP          | Lista - Acción Popular (AP)                                                          |           | Silvio Saavedra Olivares       | Humanismo Nacionalismo cívico Reformismo       | 7.58%            | 0                | [ 3 ] |
|             | APRA        | Lista - Partido Aprista Peruano (APRA)                                               |           | Julián Zorrilla Monge          | Aprismo                                        | 7.14%            | 0                | [ 3 ] |
|             | UPP         | Lista - Unión por el Perú (UPP)                                                      |           | Mauro Estrada Gamboa           | Nacionalismo de izquierda Socialdemocracia     | 1.85%            | 0                | [ 3 ] |
|             | PNP         | Lista - Partido Nacionalista Peruano (PNP)                                           |           | Rómulo Cayllahua Paytán        | Socialismo Nacionalismo de izquierda           | Nuevo            | Nuevo            | [ 3 ] |
|             | RR          | Lista - Revolución Regional (RR)                                                     |           | Carlos Menéndez Herrera        | Regionalismo huancavelicano                    | Nuevo            | Nuevo            | [ 3 ] |
|             | AYNI        | Lista - Movimiento Regional AYNI (AYNI)                                              |           | Julio Soto Guevara             | Regionalismo huancavelicano                    | Nuevo            | Nuevo            | [ 3 ] |
|             | MITT        | Lista - Movimiento Independiente Trabajando para Todos (MITT)                        |           | Maciste Díaz Abad              | Regionalismo huancavelicano                    | Nuevo            | Nuevo            | [ 3 ] |
|             | MDP         | Lista - Movimiento Descentralista Popular Rikcharisun Llaqta Yuyaychanakunapaq (MDP) |           | Walter Linares Quilca          | Regionalismo huancavelicano                    | Nuevo            | Nuevo            | [ 3 ] |
|             | PICO        | Lista - Proyecto Integración de Comunidades Organizadas (PICO)                       |           | Federico Salas-Guevara Schultz | Regionalismo huancavelicano                    | Nuevo            | Nuevo            | [ 3 ] |
|             | FREDEPA     | Lista - Frente Descentralista de Pueblos Andinos (FREDEPA)                           |           | Eduardo Donaires Castillo      | Regionalismo huancavelicano                    | Nuevo            | Nuevo            | [ 3 ] |

## Resultados

### Sumario general
| |                                                                              |              |              |              |            |            |
| Partidos y coaliciones | Partidos y coaliciones                                                       | Voto popular | Voto popular | Voto popular | Consejeros | Consejeros |
| Partidos y coaliciones | Partidos y coaliciones                                                       | Votos        | %            | ±pp          | Total      | +/−        |
| | Proyecto Integración de Comunidades Organizadas (PICO)                       | 43,134       | 26.60        | Nuevo        | 5          | +5         |
| | Movimiento Independiente Trabajando para Todos (MITT)                        | 41,164       | 25.39        | Nuevo        | 2          | +2         |
| | Movimiento Regional AYNI (AYNI)                                              | 20,301       | 12.52        | Nuevo        | 0          | ±0         |
| | Partido Aprista Peruano (APRA)                                               | 11,745       | 7.24         | +0.10        | 0          | ±0         |
| | Unión por el Perú (UPP)1                                                     | 8,791        | 5.42         | +3.57        | 0          | ±0         |
| | Frente Descentralista de Pueblos Andinos (FREDEPA)                           | 8,776        | 5.41         | Nuevo        | 0          | ±0         |
| | Partido Nacionalista Peruano (PNP)                                           | 8,654        | 5.34         | Nuevo        | 0          | ±0         |
| | Renacimiento Andino (RA)                                                     | 7,829        | 4.83         | –13.01       | 0          | –1         |
| | Acción Popular (AP)                                                          | 5,986        | 3.69         | –3.89        | 0          | ±0         |
| | Movimiento Descentralista Popular Rikcharisun Llaqta Yuyaychanakunapaq (MDP) | 3,712        | 2.29         | Nuevo        | 0          | ±0         |
| | Revolución Regional (RR)                                                     | 2,048        | 1.26         | Nuevo        | 0          | ±0         |
| |                                                                              |              |              |              |            |            |
| Total | Total                                                                        | 162,140      |              |              | 7          | ±0         |
| |                                                                              |              |              |              |            |            |
| Votos válidos | Votos válidos                                                                | 162,140      | 84.75        | +1.67        |            |            |
| Votos en blanco | Votos en blanco                                                              | 10,995       | 5.75         | –1.62        |            |            |
| Votos nulos | Votos nulos                                                                  | 18,171       | 9.50         | –0.05        |            |            |
| Votos emitidos | Votos emitidos                                                               | 191,306      | 87.36        | +10.33       |            |            |
| Abstenciones | Abstenciones                                                                 | 27,686       | 12.64        | –10.33       |            |            |
| Votantes registrados | Votantes registrados                                                         | 218,992      |              |              |            |            |
| |                                                                              |              |              |              |            |            |
| Fuente: |                                                                              |              |              |              |            |            |
| Notas al pie: 1 Comparado con los resultados de Agrupación Independiente Unión por el Perú – Frente Amplio (UPP–FA) en las elecciones de 2002. |                                                                              |              |              |              |            |            |
| Notas al pie: |                                                                              |              |              |              |            |            |
| 1 Comparado con los resultados de Agrupación Independiente Unión por el Perú – Frente Amplio (UPP–FA) en las elecciones de 2002.               |                                                                              |              |              |              |            |            |

### Autoridades electas
| Cargo                                   | Autoridad electa | Autoridad electa               | Partido político | Partido político                                |
| --------------------------------------- | ---------------- | ------------------------------ | ---------------- | ----------------------------------------------- |
| Presidente Regional de Huancavelica     |                  | Federico Salas-Guevara Schultz |                  | Proyecto Integración de Comunidades Organizadas |
| Vicepresidente Regional de Huancavelica |                  | Jorge Larrauri Zorrilla        |                  | Proyecto Integración de Comunidades Organizadas |
| Consejera Regional de Huancavelica      |                  | María Villavicencio Valle      |                  | Proyecto Integración de Comunidades Organizadas |
| Consejera Regional de Huancavelica      |                  | Gladys Gonzales Lezama         |                  | Proyecto Integración de Comunidades Organizadas |
| Consejero Regional de Huancavelica      |                  | Alfredo Bonzano Cárdenas       |                  | Proyecto Integración de Comunidades Organizadas |
| Consejero Regional de Huancavelica      |                  | Benito Navarro Muñoz           |                  | Proyecto Integración de Comunidades Organizadas |
| Consejero Regional de Huancavelica      |                  | Ireneo Yance Ortiz             |                  | Proyecto Integración de Comunidades Organizadas |
| Consejero Regional de Huancavelica      |                  | Orlando Salazar Quispe         |                  | Movimiento Independiente Trabajando para Todos  |
| Consejera Regional de Huancavelica      |                  | Edith Auris Bellido            |                  | Movimiento Independiente Trabajando para Todos  |